# 抱由镇
抱由镇，是中华人民共和国海南省乐东黎族自治县下辖的一个乡镇级行政单位，也是乐东黎族自治县人民政府所在地。

## 行政区划
抱由镇下辖以下地区：
乐富社区、乐安社区、江南社区、抱由村、保定村、多建村、番豆村、向阳村、延红村、抱北村、永明村、红水村、道介村、坡拉村、抱邱村、德霞村、佳西村、抱湾村、只九村、抱界村、只微村、志高村、光明村、排齐村、山荣村、南美村、杨力村、三平村和头塘村。